# Unterseeboot 927
L'Unterseeboot 927 ou U-927 est un sous-marin allemand (U-Boot) de type VIIC utilisé par la Kriegsmarine pendant la Seconde Guerre mondiale.
Le sous-marin fut commandé le 25 août 1941 à Rostock (Neptun Werft (en)), sa quille fut posée le 1er décembre 1942, il fut lancé le 3 mai 1944 et mis en service le 27 juin 1944, sous le commandement de l'Oberleutnant zur See Jürgen Ebert.
L'U-927 n'endommagea ou ne coula aucun navire au cours de son unique patrouille (32 jours en mer).
Il coule probablement d'un bombardement de l'aviation britannique dans la Manche en février 1945.

## Conception
Unterseeboot type VII, l'U-927 avait un déplacement de 769 tonnes en surface et 871 tonnes en plongée. Il avait une longueur totale de 67,10 m, un maître-bau de 6,20 m, une hauteur de 9,60 m et un tirant d'eau de 4,74 m. Le sous-marin était propulsé par deux hélices de 1,23 m, deux moteurs diesel Germaniawerft M6V 40/46 de 6 cylindres en ligne de 1 400 cv à 470 tr/min, produisant un total de 2 060 à 2 350 kW en surface et de deux moteurs électriques Brown, Boveri & Cie GG UB 720/8 de 375 cv à 295 tr/min, produisant un total 550 kW, en plongée. Le sous-marin avait une vitesse en surface de 17,7 nœuds (32,8 km/h) et une vitesse de 7,6 nœuds (14,1 km/h) en plongée. Immergé, il avait un rayon d'action de 80 milles marins (150 km) à 4 nœuds (7,4 km/h; 4,6 milles par heure) et pouvait atteindre une profondeur de 230 m. En surface son rayon d'action était de 8 500 milles nautiques (soit 15 700 km) à 10 nœuds (19 km/h).
 L'U-927 était équipé de cinq tubes lance-torpilles de 53,3 cm (quatre montés à l'avant et un à l'arrière) et embarquait quatorze torpilles. Il était équipé d'un canon de 8,8 cm SK C/35 (220 coups) et d'un canon antiaérien de 20 mm Flak. Il pouvait transporter 26 mines TMA ou 39 mines TMB. Son équipage comprenait 4 officiers et 40 à 56 sous-mariniers.

## Historique
Il passe son temps d'entraînement à la 4. Unterseebootsflottille jusqu'au 31 janvier 1945, puis rejoint son unité de combat dans la 11. Unterseebootsflottille.
Sa première patrouille est précédée de courts trajets de Kiel à Horten puis à Kristiansand. Elle commence le 31 janvier 1945 au départ de Kristiansand. 
Le sous-marin patrouille autour des îles britanniques avant de se rendre vers sa zone opérationnelle dans la Manche. Le 8 février 1945, l'U-927 émet son dernier message radio à la position 59° 50′ N, 5° 00′ O.
Des recherches approfondies menées par l'Institut hydrographique du Royaume-Uni n'ont pu prouver que l'U-927 a été coulé le 24 février 1945 au sud-est de Falmouth, à la position 49° 54′ N, 4° 45′ O, par des charges de profondeur d'un avion bombardier Vickers britannique du No. 179 Squadron RAF (en). Le doute persiste quant à la cause de la disparition du bateau.

## Affectations
- 4. Unterseebootsflottille du 27 juin 1944 au 31 janvier 1945 (Période de formation).
- 11. Unterseebootsflottille du 1er février 1945 au 24 février 1945 (Unité combattante).

## Commandement
- Kapitänleutnant Jürgen Ebert du 27 juin 1944 au 24 février 1945.

## Patrouille(s)
|       | Commandant          | Départ          | Départ       | Arrivée         | Arrivée      | Jours    | Succès |
| ----- | ------------------- | --------------- | ------------ | --------------- | ------------ | -------- | ------ |
|       | Kptlt. Jürgen Ebert | 11 janvier 1945 | Kiel         | 15 janvier 1945 | Horten       | 5 jours  |        |
|       | Kptlt. Jürgen Ebert | 23 janvier 1945 | Horten       | 24 janvier 1945 | Kristiansand | 2 jours  |        |
| 1     | Kptlt. Jürgen Ebert | 31 janvier 1945 | Kristiansand | 24 février 1945 | Coulé        | 25 jours |        |
| Total | Total               | Total           | Total        | Total           | Total        | 32 jours | 0 t    |

Note : Kptlt. = Kapitänleutnant